# Александър Невски (лек крайцер, 1951)
Вижте пояснителната страница за други личности с името Александър Невски.
Александър Невски (на руски: Александр Невский) e лек крайцер на ВМФ на СССР от проект 68-бис, „Свердлов“. Името си носи в чест на княз Александър Невски.
Бордовите номера които носи корабът: № 2, № 8, № 30, № 057, № 066, № 077, № 120, № 150, № 805, № 812, № 813.
Зачислен в списъците на ВМФ на 1 декември 1948 г. Заложен в корабостроителния завод № 194 в Ленинград на 30 май 1950 г. Заводски номер: 625. Спуснат на вода на 7 юни 1951 г. Въведен в строй на 31 декември 1952 г.

## История на службата
На 15 февруари 1953 г. е въведен в състава на Червенознаменния Северен Флот. През февруари 1962 г. лекия крайцер „Александър Невски“ (бордови № 150) е зачислен в състава на отново сформираната 6-та (ракетна) дивизия надводни кораби.
През май 1953 г. крайцерът „Александър Невски“ прави преход до Ленинград, където взема участие в празничните мероприятия в чест на 250-а годишнина на града.
През 1954 – 1956 г. крайцерът отработва задачи по бойната подготовка в открито море и на базата, извършва в състава на съединения от кораби ред походи в акваторията на Северния ледовит океан. На 31 март 1956 г. заедно с крайцерите „Мурманск“ и „Октябърская революция“ влиза в състава на отново сформированата 2-ра дивизия крайцери.
През лятото на 1957 г. „Александър Невски“ прави преход през Балтика в Ленинград, където участва в празниците за Деня на ВМФ.
През есента на 1957 г. крайцерът пак се връща в Ленинград за планов ремонт и модернизация. След ремонта, проведен в съдоремонтния завод № 194, „Александър Невски“, на 7 ноември 1957 г., представлява Червенознаменният Северен флот при провеждането на военноморския парад на Нева посветен на 40-летието от Октомврийската революция.
На 25 декември 1964 г. е изваден от бойния състав на ВМФ, законсервиран и поставен в Колския залив. През 1966 г. крайцерът „Александър Невски“ е изваден от консервация и отново въведен в строй.
На 15 декември 1970 г. е разконсервиран и въведен в строй.
През 1971 г. корабът получава бордови № 813.
През 1988 г. се снима във филма "Операция „Вундерланд“ в ролята на немския крайцер „Адмирал Щайнер“ (истинско име – „Адмирал Шеер“).
На 30 май 1989 г. е разоръжен и изключен от състава на ВМФ.
На 31 декември 1989 г. е разформирован и предаден в ОФИ за демонтаж и реализация.
От 01 януари 1990 г. екипажът на „Александър Невски“ започва да се разкомплектова. Към есента на 1990 г. остават 6 офицера.
През 1991 г. корабът е запечатан.
През октомври 1991 г. крайцерът, чрез буксира „Диксон,“ е преведен около южното крайбрежие на Африка към Индия. Окончателното му разкомплектоване за метал става в Алан Бийч (близо до Мумбай).

## Командири на кораба
- капитан 1-ви ранг Василиев, Александр Михайлович 1951
- капитан 1-ви ранг Пестов, Григорий Григориевич 1959 – 1962
- капитан 1-ви ранг Трофимов, Александр Александрович 1963 – 1967
- капитан 1-ви ранг Сахаров;
- капитан 1-ви ранг Рибин, Николай Петрович (1954 – 1957 г.);
- капитан 1-ви ранг Жахалов, Анатолий Кузмич;
- капитан 2-ри ранг Яригин, Виктор Степанович;
- капитан 2-ри ранг Санко, Иван Фьодорович;
- капитан 2-ри ранг Карцев, Виктор Романович – последният командир на крайцера.